# Venganza

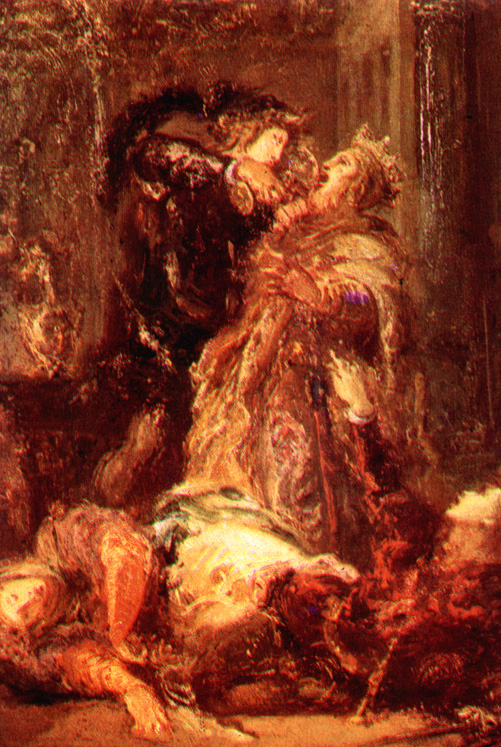
Hamlet de Shakespeare cuenta una historia en la que un hombre vengó el asesinato de su padre matando a su tío. Artista: Gustave Moreau.

La venganza consiste en la justicia que ejerce una persona o grupo en respuesta a una mala acción percibida. Vengarse se interpreta como "equilibrar la balanza", y ello tiene como consecuencia que muchos aspectos de la venganza se asemejen al concepto de justicia, haciendo que la diferencia entre los conceptos de venganza y justicia puedan parecer difusos.
La venganza persigue un objetivo injurioso antes que reparador. Consiste en forzar a quien haya hecho algo malo en sufrir el mismo dolor que él infligió, o asegurarse de que esta persona o grupo no volverá a cometer dichos daños otra vez. Muchos creen que la venganza es un acto que causa placer a quien la efectúa, aunque otros consideran que no es placer lo que se siente, sino que es la sensación del restablecimiento de la salud del que se venga, ya que la venganza traslada el daño de la víctima hacia el atacante, lo que hace que la víctima se libere de aquella "molestia", acontecimiento el cual, al interpretarlo de manera incorrecta, es llamado placer.

## En la Antigüedad
En sociedades antiguas, en particular aquellas con sistemas de justicia natural, el método para disuadir a los asesinos era permitir a la familia del asesinado vengarse del asesino. Sin embargo, si las familias del asesino y del asesinado estaban en desacuerdo sobre el asesinato, seguramente estarían en desacuerdo también con cualquier medida vengativa, con lo cual podía llegarse finalmente a una pelea sangrienta muy importante.
Las vendettas o peleas de sangre son una secuencia de actos o acciones premeditadas, motivadas por la venganza y llevadas a cabo a lo largo de un tiempo por familias o grupos reclamando justicia; fueron parte importante de sociedades preindustriales, especialmente en la región Mediterránea, y aún hoy persisten en algunas áreas, por ejemplo en el norte de Albania. Allí, los miembros masculinos de las familias que temen un acto de venganza suelen vivir encerrados en su casa para evitar ser asesinados. 
En el pasado feudal de Japón, la clase samurái mantenía el honor de la familia o clan de su señor feudal, a través del asesinato vengativo o katakiuchi. Estos asesinatos podían también involucrar a familiares del ofensor. Hoy, el katakiuchi se lleva a cabo de manera pacífica, pero la venganza aún es una parte importante de la cultura china 
La Islandia medieval también contemplaba la deuda de sangre o víglóði, un derecho amparado por la ley (Grágás) y defender la persona y el honor dentro de unos límites.
El objetivo de algunos sistemas legales está limitado a la "justa" venganza.
El sistema legal moderno Occidental usualmente establece como objetivo la reforma o reeducación de quien comete un crimen o acto criminal. Aun en estos sistemas, sin embargo, la sociedad es concebida como víctima de las acciones criminales, y la venganza de tales actos es una parte importante del concepto de justicia —un criminal "paga sus deudas con la sociedad"—.
Es interesante saber que los psicólogos han descubierto que la frustrada expectativa psicológica de venganza puede enfermar al paciente, llevándolo a la victimización, resultados que llevan  a concluir a algunos estudiosos que la venganza es un elemento natural del hombre y restringirla solo niega la realidad de su condición humana, considerándola antisaludable, dado que impide liberar el rencor que se acumula por el acto dañoso.
El proverbio "la venganza es un plato que se sirve frío" proviene de una novela del siglo XVIII titulada Las amistades peligrosas (Les liaisons dangereuses), escrita por el oficial francés y general del Ejército Pierre Choderlos de Laclos.
"Muchas sociedades primitivas tienen sentimientos y normas intensos, y hasta institucionalizados, de venganza, y todo el grupo se siente obligado a vengar el daño hecho a uno de sus individuos. Es probable que desempeñen aquí un papel decisivo dos factores. El primero se parece mucho a otro mencionado arriba: el ambiente de escasez psíquica que impregna al grupo primitivo y que convierte la venganza en un medio necesario para la reparación de una pérdida. El segundo es el narcisismo, fenómeno que se estudia detenidamente en el capítulo IV. Baste decir aquí que, en vista del intenso narcisismo del que está dotado el grupo primitivo, toda afrenta a la imagen que tiene de sí mismo es tan devastadora, que suscitará de un modo totalmente natural una hostilidad intensa." de Erich Fromm, "El corazón del hombre". Carlos Arturo Valenzuela del Olmo